# Ibne Haiane
Abu Maruane Haiane ibne Calafe ibne Huceine ibne Haiane Alcurtubi (Abū Marwān Ḥayyān ibn Khalaf ibn Ḥusayn ibn Ḥayyān al-Qurṭubī), melhor conhecido apenas como ibne Haiane (Córdova, 987/988 - 1076, Córdova), foi um escritor árabe dos séculos X-XI ativo no Alandalus. Pouco se sabe sobre sua vida. Era filho de um secretário ativo sob o vizir Almançor. Tinha perícia em matemática e geometria. Após a queda do Califado de Córdova em 1031, serviu como secretário de exibições oficiais (catibe alinxa) e chefe de polícia (saíbe da xurta) pelos jauaridas da República de Córdova. Ao morrer, foi s epultado no cemitério de Arrabal em Córdova.